# بن ویلیامسون (بازیکن فوتبال اسکاتلندی)
بن ویلیامسون (انگلیسی: Ben Williamson؛ زادهٔ ۷ اوت ۲۰۰۱) بازیکن فوتبال است.